# Armin Eisendle
Armin Eisendle (1978) è un ex sciatore alpino italiano.

## Biografia
Eisendle, attivo dal gennaio del 1995, in Coppa Europa esordì il 10 dicembre 1995 in Val Gardena in discesa libera, senza completare la prova, ottenne il miglior piazzamento il 12 febbraio 1999 a Sella Nevea in slalom gigante (37º) e prese per l'ultima volta il via il 15 febbraio seguente a Ravascletto nella medesima specialità (41º). Si ritirò al termine di quella stessa stagione 1998-1999 e la sua ultima gara fu uno slalom gigante FIS disputato il 12 aprile a Solda; non debuttò in Coppa del Mondo né prese parte a rassegne olimpiche o iridate.

## Palmarès

### Campionati italiani
- 1 medaglia[1]:
  - 1 argento (combinata nel 1998)